# Hydrotaea ontakensis
Hydrotaea ontakensis este o specie de muște din genul Hydrotaea, familia Muscidae, descrisă de Shinonaga și Tadao Kano în anul 1983. Conform Catalogue of Life specia Hydrotaea ontakensis nu are subspecii cunoscute.